# Erosión cervical

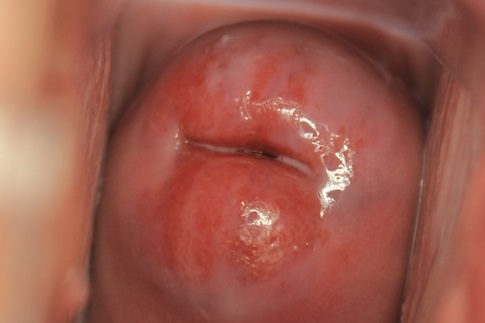
Erosión cervical

Una  erosión cervical  o  ectropión cervical , es una condición en la que el epitelio central, (endocervical) cilíndrico sobresale a través del orificio externo del cérvix y hacia la porción vaginal del cuello del útero, sufriendo una metaplasia escamosa, transformándose en epitelio escamoso estratificado. Aunque no es una anomalía, es indistinguible de principios de cáncer cervical, por lo tanto, realizar más estudios de diagnóstico diferencial (por ejemplo, Papanicolau, biopsia, etc ...

## Formación
La unión escamosa, donde el epitelio columnar secretora del endocérvix se une al estratificado escamoso que cubre parte del exocérvix, y que se encuentra en el orificio externo antes de la pubertad. Dado que los niveles de estrógeno aumentan durante la pubertad, el orificio cervical se abre, exponiendo el epitelio columnar endocervical hacia el exocérvix. Esta zona de células columnares del ectocérvix forma un área que es de color rojo y crudo en apariencia, se denomina "ectropión cervical" (o erosión cervical). Entonces se expone el ambiente ácido de la vagina y, a través de un proceso de metaplasia escamosa, se transforma en epitelio escamoso estratificado

## Causas
La erosión cervical es un fenómeno normal, especialmente en la fase ovulatoria en las mujeres más jóvenes, durante el embarazo y en mujeres que toman la píldora anticonceptiva oral, que hace que aumente el nivel de estrógeno total en el cuerpo También puede ser un problema congénito por la persistencia de la unión escamoso que normalmente está presente antes del nacimiento. Además, puede ser causado por la cicatrización del orificio cervical externo durante el coito vaginal.
La cervicitis mucopurulenta puede aumentar el tamaño de la erosión cervical

## Síntomas
La erosión cervical puede estar asociada con una excesiva pero no purulento descarga vaginal por razón de la mayor superficie del epitelio columnar que contienen las glándulas secretoras de moco. También se puede dar en un sangrado post-coital, cuando los vasos sanguíneos hasta presentes en el epitelio columnar son fácilmente traumatizados.

## Tratamiento
En general, el tratamiento no está indicado para ectropión cervicales clínicamente asintomáticos. La terapia hormonal normalmente puede estar indicada por la erosión sintomática. Si llega a ser molesto para el paciente, se puede intentar dejar los anticonceptivos orales o mediante el uso de un tratamiento de ablación con anestesia local. La ablación implica el uso de una sonda precalentada (a 100 grados Celsius) para destruir 3-4mm del epitelio.
PostpartoEs necesario hacer un control con observación y reexamen de la erosión durante los 3 meses después del parto.